# Ärkeängeln Mikaels kyrka, Suzdal
Ärkeängeln Mikaels kyrka (ryska: Храм Архангела Михаила; translitteration: Hram Arhangela Mihaila) är en rysk-ortodox kyrkobyggnad belägen i byn Zirgan, i delrepubliken Basjkirien, i den östliga delen av europeiska Ryssland.
Kyrkan är helgad åt ärkeängeln Mikael och tillhör det rysk-ortodoxa stiftet Salavats stift. Den är även en av de första byggnaderna som uppfördes i Zirgan.

## Historik
Den 15 september 1824 besökte tsar Alexander I kyrkan.
Under 1930-talet stängdes kyrkan ner.
2009 rapporterades det att ett mirakel hade skett i kyrkan, vilket ledde till att pilgrimer från hela Ryssland kom dit.

## Inventarier
2009 fick kyrkan två ikoner som bland annat föreställde Jungfru Maria (Guds moder).

## Överhuvud
Kyrkans överhuvud är prästen Alexander Zagirov.